# Broek (Tongeren)
Broek is een wijk in Tongeren. De wijk telde in 2013 ongeveer 1000 inwoners.
Deze wijk heeft zich ontwikkeld langs de N20 die Tongeren met Hasselt verbindt. Broek is gelegen in een dal ten noordwesten van het Tongerse stadscentrum. Het gedeelte van de wijk dat het lager gelegen Broek met het hoger gelegen stadscentrum verbindt, wordt Broekberg genoemd.
In de wijk Broek bevindt zich de Sint-Gilliskerk, een modernistische bakstenen kerk uit 1967, die tevens de parochiekerk voor de bewoners van het naburige gehucht Mulken is.